# 석편
석편(石徧, ? ~ ?)은 전한 중기의 관료이다.

## 행적
건원 3년(기원전 138년), 내사에 임명되었다.

## 출전
- 반고, 《한서》권19하 백관공경표 下

| 전임 석경 | 전한의 내사 기원전 138년 ~ 기원전 137년? | 후임 정당시 |